# Rendlia
Rendlia es un género de plantas herbáceas perteneciente a la familia de las poáceas. Es originario del este y sur de África tropical.
Algunos autores lo incluyen en el género Microchloa.

## Especies
- Rendlia altera
- Rendlia annua
- Rendlia cupricola
- Rendlia mutica
- Rendlia nelsonii
- Rendlia obtusifolia
- Rendlia pseudoharpechloa